# 金門大橋 (金門縣)
金門大橋位於中華民國福建省金門縣，是連結金門本島（大金門）與烈嶼（小金門）的跨海脊背橋，起於金寧鄉慈湖路二段，迄於烈嶼鄉湖埔路，全長5.4公里，其中主橋長4.8公里，最大跨徑200公尺。自2012年5月1日正式開工，於2022年10月28日完工、10月30日通車，為臺澎金馬（中華民國有效統治地區）最長的跨海大橋。

## 歷史

### 選舉浮橋爭議
在金門縣當地要求建立連接金門本島和小金門的橋已經接近二十年，但該計畫經常是在選舉期間提出，選舉過後即無下文，當地人士因此譏諷為「選舉時浮出來、選後又沉下去」的「選舉浮橋」。在金門大橋開工以後可能出現連接金門和廈門的「金廈跨海大橋」，所以金門大橋建設時已經預留建設金廈大橋的空間。

2012年時任金門縣縣長李沃士對金門大橋動工表示：
「金門大橋工程承蒙時任中華民國總統馬英九中央政府政策上的支持。感謝總統馬英九落實競選政見和對金門的承諾。」。

### 正式興建
- 2012年5月1日動工，開工初期由樺棋營造股份有限公司負責興建、台灣世曦工程顧問股份有限公司擔任該工程設計監造單位。
- 2012年12月，榮工工程股份有限公司針對樺棋營造因得標廠商資格提出異議，並向行政院公共工程委員會申訴。而後遭到交通部國道新建工程局依政府採購法撤銷決標、終止契約、立即停工，並將追償損失。
- 2013年5月復工，由國登營造股份有限公司負責興建、台灣世曦工程顧問股份有限公司擔任該工程設計監造單位。
- 2016年3月9日，時任中華民國行政院院長張善政視察金門，針對視察金門大橋工程進度落後12％，張善政對此表示很不諒解；國登營造董事長洪金富表示，目前確實在施作上遭遇一些困難，包括深槽區的環評審查作業拖延1年多，以致整體工程受到延誤，若因此全怪罪廠商並不公平[7]。
- 2016年6月29日，承包商國登營造施工遲緩，工程進度持續落後，已構成違約情事，交通部國工局依契約規定終止契約關係，重新辦理工程發包。完工期程也由2017年11月延到2020年11月，造價75億新台幣[8][9]。金門大橋接續工程原預計2020年9月前完工，但工程單位第一次延後到2021年1月完工，第二次延後到2021年5月4日完工，第三次延後到2021年12月月底前完工，第四次延後到2022年3月12日前完工[10]。
- 2019年8月18日，金門大橋主橋101根基樁全數完成灌注作業，但邊橋基樁打設進度落後，仍在日夜趕工。[11]
- 2020年5月25日，台灣世曦工程顧問與東丕營造完成最後一根基樁（共532支），將開始吊裝接合節塊（主橋、邊橋共376個預鑄節塊）。
- 2022年7月22日，橋面合龍[12]。10月30日通車。[13][14]

### 落成通車
- 2022年10月30日，上午十一時舉行通車典禮，由行政院副院長沈榮津主持，參與嘉賓包括交通部部長王國材、前總統馬英九、金門縣縣長楊鎮浯、金門縣立法委員陳玉珍、金門縣議會議長洪成典、同屬福建省的連江縣立法委員陳雪生以及交通部高速公路局局長趙興華。而大橋正式於下午三時開放一般汽車使用。
- 同日下午四點，金門縣政府公共車船管理處安排以電動公車，行走第一班由金城至烈嶼公車班次，同日開通金門縣第15路（金烈幹線，由金城車站至烈嶼九宮碼頭）、36路（山烈線，由烈嶼經金城鎮來往山外站）、37路（山烈線，由烈嶼經金寧鄉來往山外站）及國立金門高級農工職業學校學生專車，行經金門大橋，實現大小金門以公車接通的宏願。

## 工程概述

### 地理與海象條件
金門大橋橫跨的金烈水道為典型的深水航道，其水深最深可達約23公尺，每日潮差最大達6公尺。施工區域常年受夏季西南湧浪、冬季東北季風（每年10月至翌年3月）以及3月至5月的濃霧天氣所影響，對施工穩定性與作業安全造成壓力。根據金門地區的洋流流速分布圖，金烈水道的流速最高可達每秒1.4公尺，屬中至高流速區。橋梁路線與小三通航道呈正交，導致船舶航行與施工動線產生衝突，增加作業風險與調度難度。因此每日工程需依據即時海象與氣象預測，調整施工船隊與工班行程。

### 地質與基礎工程
金門地區主要地質為堅硬花崗岩，且海床岩面起伏劇烈，常出現傾斜岩面，造成鑽頭磨耗量大增。因此需採用高強度鑽具並調整鑽探策略，確保基礎施工穩定。工程中使用的鋼箱圍堰基礎，為中華民國首例設於海中的施工方法，必須抵抗強大浮力與波浪衝擊，並克服海水滲漏問題。由於施工區域屬於嚴重鹽害環境，所有工程材料（如鋼筋、混凝土、鋼絞線等）均需進行抗蝕處理與性能研究，確保結構長期耐久。

### 模組化與預鑄工程
為提升施工效率並降低高空作業風險，施工時大量採用預鑄節塊懸臂工法。由於金門本地腹地狹小，節塊需於高雄興達港預鑄後以船運方式送至施工現場。單趟海運距離約260公里，航行時間約需40小時。最重節塊達268噸，對運輸、吊裝與精準對接均構成高度技術挑戰。

## 建築設計

### 主橋段
全長1,050公尺，主要橫跨平均水深達20至23公尺的深槽區，並需配合5,000總噸（GT）級客貨輪的航道通行需求，故設計上致力於減少橋墩數量。橋梁結構採用五塔六跨的預力箱型梁脊背橋設計，最大跨徑達200公尺。橋塔造型主題依縣民票選結果採「穗心傳語-風情再現」語彙之高粱穗心造型。

### 邊橋段
銜接主橋與引橋之結構，兩側各長360公尺，為變斷面預力混凝土箱型梁橋。考量主橋跨徑的銜接與海上施工難度而減少橋墩，主跨配置為150公尺，梁深自主橋端的7.5公尺逐漸變化至引橋端的3.0公尺。銜接主橋端邊跨採110公尺，銜接引橋端邊跨則採100公尺。

### 引橋段
銜接邊橋與兩側大小金門陸域，主要座落於淺灘區。橋型配置採等梁深預力混凝土箱型梁橋，跨徑配置主要為45~50公尺，梁深3.0公尺。引橋段靠小金門為1925公尺，而靠金門側則為1075公尺。

## 外部連結
- 金門大橋專案暨行政透明網 （页面存档备份，存于）
- 烈嶼觀察筆記－金門大橋 （页面存档备份，存于）